# ملالی (اغوز)
ملالی (به لاتین: Mollalı) یک منطقه مسکونی در جمهوری آذربایجان است که در شهرستان اغوز واقع شده‌است. ملالی ۶۱۳ نفر جمعیت دارد.